# Szinpetri
Szinpetri là một thị trấn thuộc hạt Borsod-Abaúj-Zemplén, Hungary. Thị trấn này có diện tích 9,71 km², dân số năm 2010 là 220 người, mật độ 23 người/km².